# 無双シリーズ
無双シリーズ（むそうシリーズ）は、コーエーテクモゲームス（旧コーエー）が開発しているアクションゲームのシリーズである。開発チームは一部作品を除きオメガフォース。2012年12月時点で、無双シリーズの累計出荷本数が3000万本を達成。
シリーズ共通のコンセプトは「一騎当千の爽快感」。

## 概要
シリーズ第1作は格闘ゲーム『三國無双』だが、事実上の初代作はその続編の『真・三國無双』で、この作品のゲームシステムが以降の作品に引き継がれており、一般的に無双シリーズとはこのゲームシステムのことを指す。また、「真・三國無双シリーズ」のキャラクターを使った麻雀ゲーム『雀・三國無双』やシミュレーションRPG『真・三國無双 英傑伝』といった別ジャンルの派生作品も登場している。
また、「真・三國無双シリーズ」が好評だったことから「戦国無双シリーズ」に加え、他の版権作品とのタイアップによる『ガンダム無双』なども発売され、無双シリーズの幅は広がっているのみならず、各会社のゲームにまで影響を与えた。発売元はほとんどがコーエーテクモゲームスであるが、「ガンダム無双シリーズ」および「ワンピース 海賊無双シリーズ」はバンダイナムコゲームスから発売されている。任天堂とのタイアップによる「ゼルダ無双シリーズ」および「ファイアーエムブレム無双シリーズ」は、日本国内ではコーエーテクモゲームスから発売されているが、海外展開では任天堂から発売されている。
1対1の対戦型格闘ゲームである『三國無双』以外は、複数の敵と戦う三人称視点の3Dアクションゲームであり、大多数にわたって群がる敵軍を単身でなぎ倒していく爽快感が最大の売りとなっている。それぞれのステージで数百人規模の軍隊同士の戦いが繰り広げられ、プレイヤーは一人の武将となり自軍の勝利を目指すことになる。操作武将には本来戦闘要員ではない女性キャラクターが多数登場するのも特徴である。難易度調整の幅が広く、さらにアクションゲームとしては操作方法が比較的簡単なためユーザー層を問わず楽しむことができる。戦場内は地形などによる制限を除き自由に移動が可能であり、プレイヤーは味方の兵士たちから独立して自由に行動することもできる。場面によってはプレイヤーの操作する武将と、数人の護衛のみで戦う場合や、苦戦している味方を救援しながら戦わねばならない場合もある。
敵との戦闘では、敵を攻撃し体力を0にすると撃破したことになり、逆に敵からの攻撃を受けると自分の体力が減り0になるとゲームオーバーとなる。体力以外にも特定の味方が撃破されたり、特定の敵に逃げられたりしてもゲームオーバーになる場合もあるので戦況を見極めることが重要となる。
『真・三國無双』、『戦国無双』間ではキャラクターが互いにゲスト出演する場合も極稀にあったが、後に2作品を融合させた『無双OROCHI』が発売、後にシリーズ化され、その役目を一手に引き受けることになる。合併後に発売された『無双OROCHI2』からは他ゲームシリーズのキャラクターが参戦するに至り、コーエーテクモゲームスのオールスター作品という側面を持つようになっていった。OROCHI以外のオールスター作品として『無双☆スターズ』、『無双アビス』がある。
「真・三國無双シリーズ」は歴史書『三国志』および小説『三国志演義』の両方を基盤に構築した独自の設定を持つ。「戦国無双シリーズ」では俗説とされているものも設定やストーリーに組み込むことがあり、例として島左近の「若い頃に武田軍に所属」、明智光秀の「南光坊天海説」などがある。
本シリーズでは「猛将伝」「Empires」とつく拡張パックを別売りする販売方法が行われている。ただし、Empiresは無双シリーズのキャラクターとアクション性に『三國志』、『信長の野望』などの歴史シミュレーションゲームの要素を取り入れた国盗りゲームであり、厳密には拡張パックとは異なる別々のゲームとなる。またこれら以外にも、追加要素が加えられた他機種への移植作品につく「Special」など、様々な別名称がつく作品も多く登場している。詳しくはパワーアップキットの項目を参照。

## ゲーム進行
無双シリーズでは1ステージあたりの攻略に10分から20分程度かかるとされている。
戦闘は「通常攻撃」と「強攻撃」の組み合わせで構築されている。通常攻撃はボタンを連打することで発生するコンビネーション攻撃で、どのタイミングでも強攻撃に繋げることができる。強攻撃は、それまでの通常攻撃の回数によって派生が変化するものが無双シリーズでは馴染みとなっている。

## ゲームモード

### 無双（ストーリー）モード
いずれかの勢力もしくは武将で、いくつかの他勢力との連戦を勝ち抜いていくこととなる。これらの戦いの一つ一つがそれぞれ一つのステージとなり、この中でプレイヤーは自軍の勝利を目指して主人公を操作する。

### フリーモード
プレイヤーが操作する武将とステージを自由に選べるモード。無双モードでは関係しない戦いに参戦したり、本来とは逆の陣営で戦ったりという遊び方ができる。フリーモードで遊べるステージは、基本的に無双モードで同じステージをクリアすることで増加していく。一部の作品では搭載されていない。

## シリーズ作品
※ソフト化した作品のみを対象

### オリジナル作品（三國無双・無双シリーズ作品・その他のオリジナル作品も含む）
三國無双

#### 無双シリーズ作品
〜真・三國無双シリーズ〜
ナンバリング作品（準ずるものを含む）
真・三國無双
真・三國無双2
真・三國無双2 猛将伝
真・三國無双3
真・三國無双3 猛将伝
真・三國無双3 Empires
真・三國無双3 ハイパー
真・三國無双4
真・三國無双4 猛将伝
真・三國無双4 Empires
真・三國無双4 Special
真・三國無双5
真・三國無双5 Special
真・三國無双5 Empires
真・三國無双6
真・三國無双6 Special
真・三國無双6 猛将伝
真・三國無双6 with 猛将伝
真・三國無双6 Empires
真・三國無双7
真・三國無双7 猛将伝
真・三國無双7 with 猛将伝
真・三國無双7 Empires
真・三國無双7 with 猛将伝 DX
真・三國無双8
真・三國無双8 Empires
真・三國無双 ORIGINS
スピンオフ作品
真・三國無双（PSP）
真・三國無双 2nd Evolution
真・三國無双 MULTI RAID
真・三國無双 MULTI RAID Special
真・三國無双 MULTI RAID 2
真・三國無双 MULTI RAID 2 HD Version
真・三國無双ADVANCE
真・三國無双DS ファイターズバトル
真・三國無双 NEXT
真・三國無双 VS
真・三國無双BB
真・三國無双Online
真・三國無双Online 〜神将乱舞〜
真・三國無双Online 〜蒼天乱舞〜
真・三國無双Online 〜龍神乱舞〜
真・三國無双Online Z
雀・三國無双
真・三國無双 英傑伝
〜戦国無双シリーズ〜
ナンバリング作品
戦国無双
戦国無双 猛将伝
戦国無双2
戦国無双2 Empires
戦国無双2 猛将伝
戦国無双2 with 猛将伝
戦国無双2 with 猛将伝 & Empires HD Version
戦国無双3
戦国無双3 猛将伝
戦国無双3 Z
戦国無双3 Empires
戦国無双3 Z Special
戦国無双4
戦国無双4-II
戦国無双4 Empires
戦国無双4 DX
戦国無双5
スピンオフ作品
激・戦国無双
戦国無双KATANA
戦国無双 Chronicle
戦国無双 Chronicle 2nd
戦国無双 Chronicle 3
戦国無双 〜真田丸〜
〜無双OROCHIシリーズ〜
無双OROCHI
無双OROCHI 魔王再臨
無双OROCHI Z
無双OROCHI2
無双OROCHI2 Special
無双OROCHI2 Hyper
無双OROCHI2 Ultimate
無双OROCHI3
無双OROCHI3 Ultimate

#### その他のオリジナル作品
TROY無双
無双☆スターズ
無双アビス

## コラボレーション
通常無双シリーズのコラボレーションは元となる物語に沿ったシナリオが制作される。

### 版権作品（その他の版権作品も含む）

#### ガンダム無双シリーズ
ガンダム無双
ガンダム無双 インターナショナル
ガンダム無双 Special
ガンダム無双2
ガンダム無双3
真・ガンダム無双

#### 北斗無双シリーズ
北斗無双
北斗無双 International
真・北斗無双

#### ワンピース海賊無双シリーズ
ワンピース 海賊無双
ワンピース 海賊無双2
ワンピース 海賊無双3
ワンピース 海賊無双4

#### ゼルダ無双シリーズ
ゼルダ無双
ゼルダ無双 ハイラルオールスターズ
ゼルダ無双 ハイラルオールスターズ DX
ゼルダ無双 厄災の黙示録
ゼルダ無双 封印戦記

#### ファイアーエムブレム無双シリーズ
ファイアーエムブレム無双
ファイアーエムブレム無双 風花雪月

#### その他の版権作品
アルスラーン戦記×無双
ベルセルク無双
刀剣乱舞無双
KADOKAWA Game Linkageは『ファミ通.com』にて2015年10月16日18時から2015年10月20日23時59分までアンケートを実施した。アンケートでは有効回答数が7140票集められた。
| 順位 | タイトル（関連作品含む）           | 票数  |
| ---- | ---------------------------------- | ----- |
| 1位  | 『刀剣乱舞-ONLINE-』               | 944票 |
| 2位  | TYPE-MOON作品                      | 477票 |
| 3位  | 『ファイアーエムブレム』シリーズ   | 281票 |
| 4位  | 「ネオロマンス」シリーズ           | 221票 |
| 5位  | 『ファイナルファンタジー』シリーズ | 123票 |
| 6位  | 『テイルズ オブ』シリーズ          | 113票 |
| 7位  | 『艦隊これくしょん -艦これ-』      | 88票  |
| 8位  | 『アトリエ』シリーズ               | 49票  |
| 9位  | 『女神転生』シリーズ               | 40票  |
| 10位 | 『ペルソナ』シリーズ               | 34票  |

| 順位 | タイトル（関連作品含む） | 票数  |
| ---- | ------------------------ | ----- |
| 1位  | 「プリキュアシリーズ」   | 299票 |
| 2位  | 『FAIRY TAIL』           | 171票 |
| 3位  | 『東京喰種』             | 99票  |
| 4位  | 『キングダム』           | 72票  |
| 5位  | 『銀魂』                 | 71票  |

アンケート結果についてコーエーテクモゲームス代表取締役社長の鯉沼久史は、当時の人気作品が上位に食い込んでいることや、ファンタジー作品での無双の需要に触れている。

## 関連作品
バトル封神
無双シリーズに非常に良く似たアクションゲームで「無双OROCHIシリーズ」にも登場する『封神演義』の世界を題材とした作品。
トリニティ ジルオール ゼロ
RPG作品『ジルオール』の過去の話を描いた作品。ジャンルはアクションRPGで無双シリーズに似た操作性となっている。
ドラゴンクエストヒーローズシリーズ
スクウェア・エニックスの「ドラゴンクエストシリーズ」とのコラボ作品。ジャンルはアクションRPGで無双シリーズのアクション性と『討鬼伝』などの大型モンスターとのバトル要素に＋αを加えた作品となっている。
ポケモン+ノブナガの野望
『信長の野望シリーズ』とポケモンの『ポケットモンスター』とのコラボレーション作品。本作に登場するブショーのデザインは『戦国無双3』のものを基に、ポケモンの作風にあわせて若干アレンジされている。
BLADESTORM 百年戦争
無双と同じく多数の兵が戦場で入り乱れて戦う戦場アクションであるが、一対多の無双とは異なり多対多の部隊アクションとなっている。
ペルソナ5 スクランブル ザ ファントム ストライカーズ
アトラスの『ペルソナ5』とのコラボ作品。ジャンルはアクションRPG。
Fate/Samurai Remnant
TYPE-MOONの『Fateシリーズ』とのコラボ作品。ジャンルはアクションRPG。